# Станислав Генчев
Станислав Петров Генчев е бивш български футболист, защитник, национал на България, понастоящем футболен треньор.

## Състезателна кариера
Станислав Генчев е роден на 20 март 1981 година в град Дряново. Започва образованието си в ОУ „Атанас Смирнов“ (сега „Св. св. Кирил и Методий“) на шестгодишна възраст. Още от малък тренира футбол. В 7. клас отива в спортното училище в град Велико Търново. Играе във ФК „Етър“ – юноши. На шестнадесет години се връща в родния си град и играе в мъжкия отбор на ФК Локомотив (Дряново). Следва покана от ръководството на ФК „Булмекс“ (Дебелец), участник в Северната В републиканска група. По време на Балканско първенство за юношеските формации, Станислав е забелязан с добрите си изяви от селекционера на юношеския национален отбор и получава покана за лагер сбор. Въз основа на изиграните мачове е желан от ПФК Левски (София), ПФК ЦСКА (София) и Видима-Раковски (Севлиево). Стан избира да продължи кариерата си на „Герена“.

### Левски
Завършва средно образование през 1998 година в СОУ със спортна паралелка „Георги Стойков Раковски“ в град Велико Търново и през март 1999 година подписва професионален договор с ПФК Левски. Получава покана и за младежкия национален отбор, където изиграва много мачове.
В ПФК Левски предпочитат да преостъпят младия Генчев на други отбори, за да може да трупа опит. Минава през Спартак (Варна), Черно море (Варна), Велбъжд (Кюстендил), след което се завръща в ПФК Левски, за да изпълни петгодишния си договор.
В периода 2000 – 2001 година получава отличия за най-добър млад футболист. Става двукратен шампион на България с ПФК Левски през 2000 и 2001 година. Носител на Купата на България през 2002 година. Изиграва 21 мача в евротурнирите.

### Литекс
През лятото на 2005 година Станислав Генчев преминава в ПФК Литекс (Ловеч), където продължава футболната си кариера. Там става част от отбора, който изиграва много силни мачове в турнира за Купата на УЕФА, като взема участие в груповата фаза и дори достига 1/16-финалите, където отпадат от френския Страсбург.
През 2007/2008 отново печели Купата на България, този път с ловешкия тим.

### Васлуй
На 14 юни 2008 г. е трансфериран в румънския Васлуй. Договорът му е за 3 години, като ловешкият тим ще получи 100 000 евро, а годишното възнаграждение за играча също ще е 100 000 евро.
Заради поливалентността на Станислав Генчев, треньора Виорел Молдован казва, че Стан е „играч, добър за всичко“. Това се доказва напълно през сезон 2008/09, когато в мач срещу Омония (Никозия), Генчев става дори вратар. Стражът на румънците получава червен картон и последните 10 минути на вратата застава Генчев.
В дебютния си за Васлуй сезон 2008/09 Станислав Генчев е единственият играч, който взема участие във всички шампионатни срещи на своя отбор. Освен това успява да се разпише във всички турнири, в които участва Васлуй и напълно заслужено в края на сезона е обявен за Играч на сезона.

### Лудогорец
През сезон 2011/12 с Лудогорец става шампион и носител на купата и суперкупата на България, а през сезон 2012/13 отново с Лудогорец шампион на България. След края на сезон 2012/13 от Лудогорец не му предлагат нов договор и Генчев си тръгва като свободен агент.

### Завръщане в Литекс
През лятото на 2013 г. подписва с Литекс Ловеч. В края на календарната 2013 г. разтрогва договора си с Литекс по взаимно съгласие.

### АЕЛ Лимасол
От началото на 2014 г. подписва до края на сезона с кипърския АЕЛ Лимасол, където се събира с бившия си наставник от Лудогорец – Ивайло Петев.

### Славия София
От началото на сезон 2014/15 Стан подписва със столичния Славия.

### ПФК Монтана
През сезон 2015/16 Генчев играе за едноименния тим от град Монтана.

### Етър (Велико Търново)
Сезон 2016/17 Станислав Генчев се завръща в родния си клуб Етър, където завършва футболната си кариера и впоследствие става треньор на отбора.

## Национален отбор
На 26 март 2008 г., Станислав Генчев получава повиквателна за националния отбор на България от селекционера Пламен Марков. Дебютира в приятелската среща с Финландия, като влиза в игра през последните 25 минути. В 90-ата минута на двубоя носи победата на България, с първото си попадение за „лъвовете“.
На 4 август 2010 година, Станислав отново е повикан в представителния тим. Националният селекционер Станимир Стоилов го включва в групата за контролната среща с Русия на 11 август.

## Успехи
Левски
- Шампион – 2000,2002
- Купа на България (4): 2000, 2002, 2003, 2005
- Суперкупа на България – 2005

 Литекс
- Купа на България – 2008

 ФК Васлуй
- Купа Интертото 2008

 Лудогорец (Разград)
- Шампион – 2011 – 12, 2012 – 13
- Купа на България – 2011/12
- Суперкупа на България – 2011/12